# Carlos Ponce
Carlos Armando Ponce (San Juan, 4 settembre 1972) è un attore, doppiatore e musicista portoricano.
Carlos ha frequentato la South Miami High School di Miami.

## Vita privata
Nell'ottobre 1996 ha sposato la fotografa Verónica Rubio con la quale ha 4 figli: Giancarlo (nato nel 1999), Sebastián Joel (nato nel 2001) e le due gemelle Siena Natasha e Savana Ala, adottate in Russia (la prima nel 2002, la seconda nel 2003). Nel 2010 la coppia ha divorziato e dal 2010 al 2016 l'attore è stato fidanzato con l'attrice colombiana Ximena Duque.

## Carriera
Ha iniziato la sua carriera nel 1994 con il telefilm Control e ha recitato dal 1994-1995, poi nel 1996 ha recitato nella serie Sentimientos ajenos, nel 1998 ha recitato solo per un episodio in Beverly Hills 90210 interpretando Tom Savin.
Per un certo periodo è stato conosciuto dal pubblico nei panni di Carlos Rivera, marito di Mary, nel telefilm Settimo Cielo, nel quale ha recitato tra il 1998 e il 2006, con apparizioni sporadiche.
Nel 2001 ha dato voce nel cartone Lilli e il Vagabondo II - Il cucciolo ribelle, ha recitato poi in The Other End of the Telescope nel 2001 interpretando Giancarlo.
Nel 2008 ha partecipato a quattro episodi del telefilm Lipstick jungle, nei panni di Rodrigo.
Nel 2009 ha recitato la parte di Salvadore nel film L'isola delle coppie.
Nel 2012 he recitato nella parte di Max Duran nel telefilm americano "Hollywood Heights".
Nel 2016 entra nel cast della serie Devious Maids, nel ruolo di Ben, un manager di una star del cinema.

## Filmografia parziale

### Cinema
- Deuce Bigalow - Puttano in saldo (Deuce Bigalow: European Gigolo), regia di Mike Bigelow (2005)
- Baciati dalla sfortuna (Just My Luck), regia di Donald Petrie (2006)
- L'isola delle coppie (Couples Retreat), regia di Peter Billingsley (2009)

### Televisione
- Sentimientos ajenos - serie TV, 98 episodi (1996)
- Beverly Hills 90210 (1 episodio) 1998)
- Ancora una volta - serie TV, 1 episodio (2001)
- Settimo cielo (1998-2006)
- Ángel de la guarda mi dulce compañía - serie TV, 122 episodi (2003)
- Lipstick Jungle (4 episodi) (2008)
- Perro amor - serie TV, 108 episodi (2010)
- Dos hogares (2011-2012)
- Hollywood Heights - Vita da popstar (Prima stagione) (2012)
- Santa diabla (2013-2014)
- Cristela (2014-2015)
- Devious Maids - Panni sporchi a Beverly Hills - serie TV, 7 episodi (2016)
- Silvana sin lana (2016-2017)
- Julie and the Phantoms - serie TV, 7 episodi (2020)
- La suerte de Loli - serie TV, 6 episodi (2021)
- La vendetta delle Juana (La venganza de las Juanas) - serie TV, 12 episodi (2021)

### Doppiatore
- Lilli e il vagabondo II - Il cucciolo ribelle (2001)
- L'era glaciale - In rotta di collisione (2016)

## Doppiatori italiani
Nelle versioni in italiano delle opere in cui ha recitato, Carlos Ponce è stato doppiato da:
- Francesco Prando in Devious Maids
- Pasquale Anselmo in Hollywood Heights - Vita da popstar
- Alessandro Budroni in Cristela
- Adriano Giannini in L'isola delle coppie
- Massimiliano Manfredi in Baciati dalla sfortuna
- Simone Mori in Deuce Bigalow - Puttano in saldo
- Francesco Pezzulli in Lipstick Jungle
- Stefano Crescentini in Settimo cielo
- Francesco Bulckaen in Major Crimes

Da doppiatore è sostituito da:
- Alessandro Rossi in Free Birds - Tacchini in fuga
- Roberto Draghetti in Rio
- Stefano Mondini in Trilli e la nave pirata